# Peyton Place (roman)
Pour les articles homonymes, voir Peyton Place.
Peyton Place (titre original : Peyton Place) est un roman de Grace Metalious publié en 1956, qui donne lieu l'année suivante à une adaptation cinématographique, puis surtout à une série télévisée restée célèbre comme la première feuilletonnante à être diffusée aux heures de grande écoute (Prime Time) de 1964 à 1969.
Le livre a également donné naissance à de nombreuses suites : tout d'abord Retour à Peyton Place (Return to Peyton Place) toujours écrit par Grace Metalious et adapté au cinéma en 1961 sous le titre Les lauriers sont coupés puis neuf livres écrits par Don Tracy et signés sous le pseudonyme de Roger Fuller : Du nouveau à Peyton Place (Again in Peyton Place), Carnaval à Peyton Place (Carnival in Peyton Place), Les Plaisirs de Peyton Place (The Pleasure of Peyton Place), Les Secrets de Peyton Place (The Secrets of Peyton Place), The evils of Peyton Place, Hero in Peyton Place, The Thrills of Peyton Place, Nice girl from Peyton Place et The Temptations of Peyton Place. Les cinq derniers livres n'ont jamais été traduits en français.